# Водник
Водник је у Војсци Србије први подофицирски чин за старешине на положају командира одељења. Поред почетних командних водник може бити распоређен и на друге дужности административне и техничке природе у јединицама и установама. У чин водника производили су се питомци средњих војних школа по завршеном школовању, а под одређеним условима могао је бити произведен и војних - обвезник. Осим тога, водник је био и највиши чин за питомце школа за резервне официре. У чин водника под одређеним условима може бити произведен професионални војних након завршеног основног курса за подофицира тј. курса за командира одељења. Осим у Копненој војсци и Ваздухопловству и противваздушној одбрани користи се и у Речној флотили Војске Србије.
У већини армија света одговарајући чинови воднику јесу разни облици чина наредника или чина поднаредника. 
Чин водника се први пут појавио у најамничким и стајаћим армијама у XV веку. Између XV и XVIII века био је једини подофицирски чин. У српској војсци се користи од 1860. године, а постојао је и у југословенској војсци као звање за командира вода. Током Народноослободилачког рата у НОВ и ПОЈ уведен је 1. маја 1943. године као трећи подофицирски чин (после десетара и млађег водника). У Југословенској народној армији установљен је тек 1964. године и као такав постојао је и у Војсци Југославије и Војсци Србије и Црне Горе.

## Галерија
- Водник
НОВЈ и ЈА
(1943—1947)
- Водник
ЈА
(1943—1947)
- Водник
ЈНА
(1951—1982)
- Водник
ЈНА, ВЈ и ВСЦГ
(1982—2006)
- Водник
милиције ФНРЈ
(1946—1953)
- Водник
полиције Србије
(1992—2002)